# Transit œsogastroduodénal
Le transit œsogastroduodénal (TOGD) est un examen d'imagerie médicale permettant la visualisation du transit par ingestion de produit de contraste, un liquide épais contenant de la baryte, et suivi radiographique. De nombreux clichés sont faits pendant que le patient avale le produit de contraste, ils permettront d'évaluer la morphologie des voies digestives supérieures et des éventuels diverticules ou hernies ainsi que celle de l'intestin grêle après un temps de passage. L'examen exige un jeûne depuis la veille.
Ses indications sont limitées actuellement.